# Yeon-ae-ui mat
Yeon-ae-ui mat (연애의 맛?; lett. "Sapore d'amore"), noto anche con il titolo internazionale Love Clinic, è un film del 2015 diretto da Aaron Kim.

## Trama
Wang Seong-ki è un ginecologo e ostetrico che si ritrova ad aprire il proprio studio nello stesso piano di Gil Sin-seol, una giovane urologa; i due inizialmente si ritrovano a litigare su tutto, nascondendo nel frattempo i propri imbarazzanti segreti: Seong-ki è diventato in seguito a un incidente impotente, mentre Sin-seol dopo numerosissime relazioni non è mai riuscita a consumare un rapporto.